# Юрматы (футбольный клуб)
«Юрматы» — советский и российский футбольный клуб из Салавата. Основан не позднее 1963 года. В 1963, 1965—1970 годах играл в Классе «Б» первенства СССР. Ныне выступает на региональном уровне.

## Названия
- 1963, с 2010 — «Юрматы».
- 1963—1968, 1972 — «Химик».
- 1968, 1986—2009 — «Нефтехимик».
- 1969—1970 — «Нефтяник».
- 1972—1973 — «Труд».

## Достижения
- 2-е место в зональном турнире, 4-е место в полуфинале I РСФСР класса «Б» (Д3) (1968).
- 1/4 зонального финала Кубка СССР (1963).
- Победитель чемпионата Республики Башкортостан — 3 раза (2010, 2011, 2012)[1]
- Финалист Кубка Республики Башкортостан (2013).
- Обладатель Суперкубка Республики Башкортостан (2012).

## Известные игроки
- Рахматуллин, Дамир Аудахович[2]
- Урин, Валерий Григорьевич[3].
- Фахурдинов, Фатых Адиулович[4].

## Известные тренеры
- Загрецкий, Александр Иванович[5].